# آلن اسمیت (بازیکن فوتبال، زاده ۱۹۸۰)
آلن اسمیت (به انگلیسی: Alan Smith) (زادهٔ ۲۸ اکتبر ۱۹۸۰ در روتول)، مربی و بازیکن حرفه‌ای پیشین فوتبال اهل انگلستان است. او در اصل یک مهاجم بود اما توانایی بازی در پست هافبک میانی را نیز داشت. اسمیت بهترین سال‌های بازیگری خود را در تیم لیدز یونایتد (۱۹۹۸–۲۰۰۴) گذراند. او چندین سال عضو تیم تیم ملی انگلستان بوده است.

## زندگی و حرفه
اسمیت در شهر راسول (به انگلیسی: Rothwell) در لیدز یورکشایر غربی به دنیا آمد. او بازیگری حرفه‌ای فوتبال را از تیم لیدز یونایتد آغاز کرد و نخستین بازی‌اش را در سن ۱۸ سالگی در برابر لیورپول انجام داد. اسمیت پس گذراندن دوره‌ای درخشان در لیدز یونایتد به همراه بازیکنانی چون هری کیول و مارک ویدوکا بین سال‌های ۱۹۹۸ تا ۲۰۰۴، پس از نزول این تیم، در سال ۲۰۰۴ به منچستریونایتد پیوست. در اوت ۲۰۰۷ باشگاه نیوکاسل با پرداخت مبلغی در حدود ۶ میلیون پوند به باشگاه منچستر، او را به خدمت گرفت.

## تیم ملی
اسمیت از سال ۱۹۹۹ تا ۲۰۰۱ در چند مسابقه برای تیم ملی زیر ۲۱ سال کشورش بازی کرد و از آن سال تا ۲۰۰۷ در ۱۹ بازی برای تیم ملی انگلستان و در یک بازی برای تیم ملی ب این کشور به میدان رفت.